# Po drugiej stronie lustra (powieść)

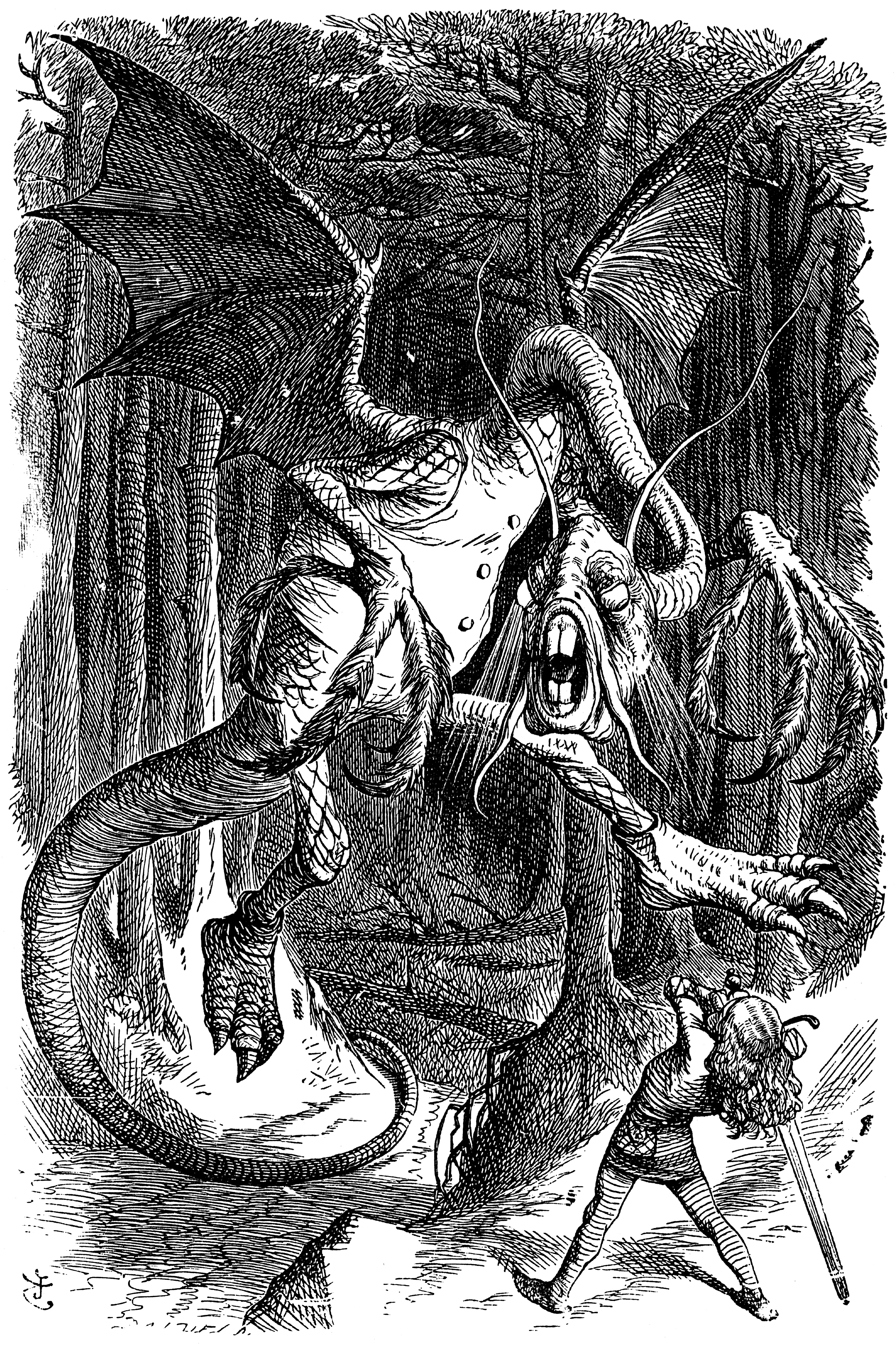
Jabberwocky, jedna z ilustracji z pierwszego wydania Po drugiej stronie lustra

Po drugiej stronie lustra ang. Through the Looking-Glass, and What Alice Found There – wydana w 1871 roku druga część przygód Alicji autorstwa Lewisa Carrolla, będąca kontynuacją Alicji w Krainie Czarów.
Ze względu na swoją oryginalność istnieje do tego utworu wiele odniesień w literaturze, sztuce i filmie. Z książki pochodzi uznawany za szczytowe osiągnięcie angielskiej poezji absurdalnej wiersz Jabberwocky.

## Fabuła
Alicja przebywa w listopadowy dzień w swoim domu i bawi się z dwoma niesfornymi kociętami (białym – Snowdrop i czarnym – Kitty), których matką jest Dinah (jej kotka wspomniana w Alicji w Krainie Czarów). Próbuje bezskutecznie nauczyć Kitty grać w szachy, a gdy zwierzątko przewraca figury, dziewczynka żartuje, że za karę umieści je po drugiej stronie lustra. Wkrótce sama zaczyna sobie wyobrażać, że przechodzi na jego drugą stronę, co rzeczywiście się dzieje.
W lustrzanym pokoju spotyka mówiące figury szachowe, dla których jest olbrzymem. Wyrusza też eksplorować ogród zamieszkany przez mówiące kwiaty. Wkrótce spotyka Czerwoną Królową – jedną z figur szachowych – która mówi jej, że jeśli dotrze do ósmego kwadratu, może sama stać się królową. Alicja wyrusza w podróż po szachowej krainie, spotykając wiele dziwnych postaci.
W Ósmym Kwadracie na jej głowie pojawia się złota korona, Alicja zyskuje też berło. Jest egzaminowana przez Białą i Czerwoną Królową, co bardzo ją irytuje. Kobiety okazują się być bardziej dziecinne od niej, a wkrótce zasypiają przy niej. Alicja udaje się na bankiet wystawiony na jej cześć z okazji zostania królową. Tam dochodzi do kolejnych nieporozumień i eskalacji chaosu. Poirytowana bohaterka ściąga ze stołu obrus wywracając wszystko, co prowadzi do jej przebudzenia – przygody okazały się być snem. Dziewczynka mówi ponownie do swoich kotów, opowiadając im o fantastycznym śnie i twierdząc, że Kitty w świecie jej snu była Czerwoną Królową. W zakończeniu powieści ponownie pojawia się dylemat wprowadzony w jednej ze scen – czy wszystko to było snem Alicji, czy też Alicja jest snem Czerwonego Króla.

## Struktura powieści
Po drugiej stronie lustra liczy dwanaście rozdziałów, tyle samo co Alicja w Krainie Czarów. Tak jak w części pierwszej motywem związanym z grami towarzyskimi były karty do gry, w drugiej opowieści bierki szachowe są jeszcze istotniejszym elementem świata. Wędrówka Alicji po lustrzanym świecie odwzorowuje ruchy pionka na szachownicy – Alicja ma odgrywać rolę pionka podlegającego Białej Królowej, której córka Lily jest zbyt mała, aby wziąć udział w grze. Jej motywacją jest także zostanie królową, co odwzorowuje promocję w szachach.

## Adaptacje filmowe
- Alicja po drugiej stronie lustra – radziecki film animowany z 1982 roku
- Alicja w Krainie Czarów (część II) – amerykański film dwuczęściowy z 1985 roku
- Alicja po drugiej stronie lustra – australijski film animowany z 1987 roku
- Alicja po drugiej stronie lustra – amerykański film z 2016 roku

## W kulturze
- Motywy z powieści pojawiają się w grach American McGee's Alice i Alice: Madness Returns, czerpiących z obu powieści Carrolla o Alicji.
- Istnieje wariant szachów o nazwie Alice Chess, opracowany przez V. R. Partona w 1953 roku[3].
- W krótkometrażowej animacji Disneya Thru the Mirror (1936) Myszka Miki zasypia czytając powieść i przechodzi przez lustro.
- W animacji Donald w Krainie Matemagii (Donald in Mathmagic Land) (1959) Kaczor Donald spotyka na szachownicy Czerwoną Królową, nosząc strój Alicji.
- Utwór Looking Glass zespołu Hypnogaia zawiera odniesienia do tej książki, jak i do Alicji w Krainie Czarów[4].
- Podobnie motywy z obu książek wykorzystuje piosenka Alice Alice w wykonaniu Victim Effect.